# Галузицька ущелина
Галузицька ущелина (Haluzická tiesňava) — пам'ятка природи в Словаччині; розташовується в масиві Білі Карпати; округ Нове Место-над-Вагом — біля села Галузиці. Каньйон довжиною 1 км і глибиною до 50 метрів. Охоронна територія займає 3,5 га.